# صلح برای زمانه‌مان

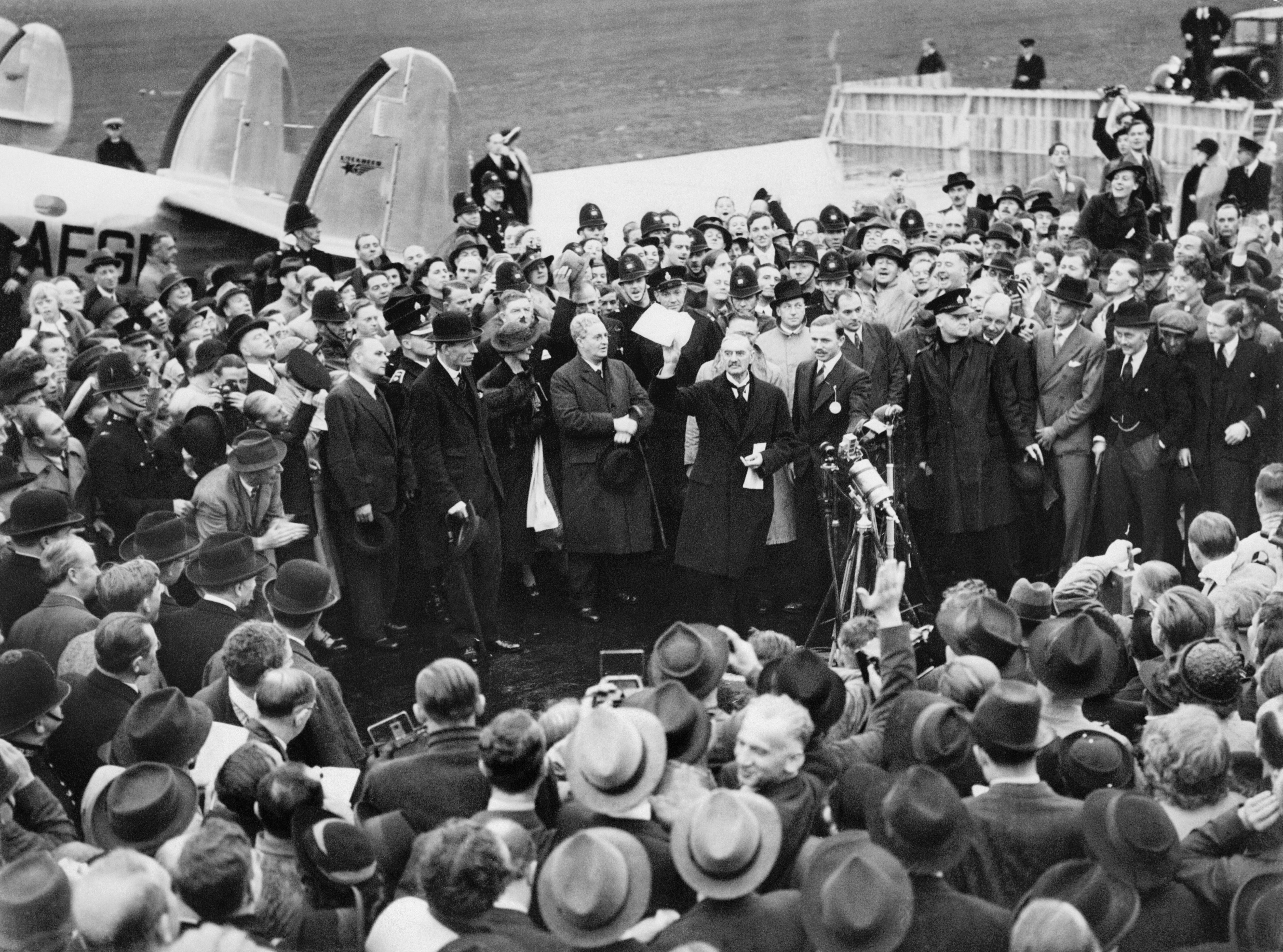
نویل چمبرلن در بازگشت از مونیخ در ۳۰ سپتامبر ۱۹۳۸ اعلامیه انگلیسی و آلمانی (قطعنامه) را برای متعهد شدن به روش‌های صلح‌آمیز که هم توسط هیتلر و هم توسط خود او امضاء شد را نشان می‌دهد.

صلح برای زمانه‌مان (انگلیسی: Peace for our time) عبارتی بود که نویل چمبرلین، نخست وزیر بریتانیا در سخنرانی پس از امضای توافقنامه مونیخ در ۳۰ سپتامبر ۱۹۳۸ که در راستای سیاست مماشات او با آدولف هیتلر بود به زبان آورد. این سخنان اشاره‌ای به سخنرانی بنجامین دیزرائیلی پس از بازگشت از کنگره برلین بود که گفته بود: «من از آلمان صلح برای زمانه‌مان آورده‌ام.»
کمتر از یک سال بعد از این سخنان با حمله آلمان نازی به لهستان آتش جنگ جهانی دوم شعله‌ور شد.